# Bradenham (Norfolk)
Bradenham – wieś w Anglii, w hrabstwie Norfolk, w dystrykcie Breckland. Leży 31 km na zachód od Norwich i 143 km na północny wschód od Londynu.
W 2001 miejscowość liczyła 722 mieszkańców.